# Ursulinas de San Carlos
La Congregación de las Hermanas Ursulinas de San Carlos, o según su nombre común Ursulinas de San Carlos, también conocidas como Ursulinas de Milán, es una Congregación religiosa católica femenina de derecho pontificio, que tienen su origen en la Compañía de Santa Úrsula de Ángela de Mérici en 1535. Estas fueron llamadas por Carlos Borromeo, a fundar una comunidad, en 1566, en Milán. Suprimidas durante el periodo napoleónico, fueron restauradas por obra de María Magdalena Barioli en 1842. Los miembros del Instituto posponen sus nombres las siglas O.S.C.

## Historia

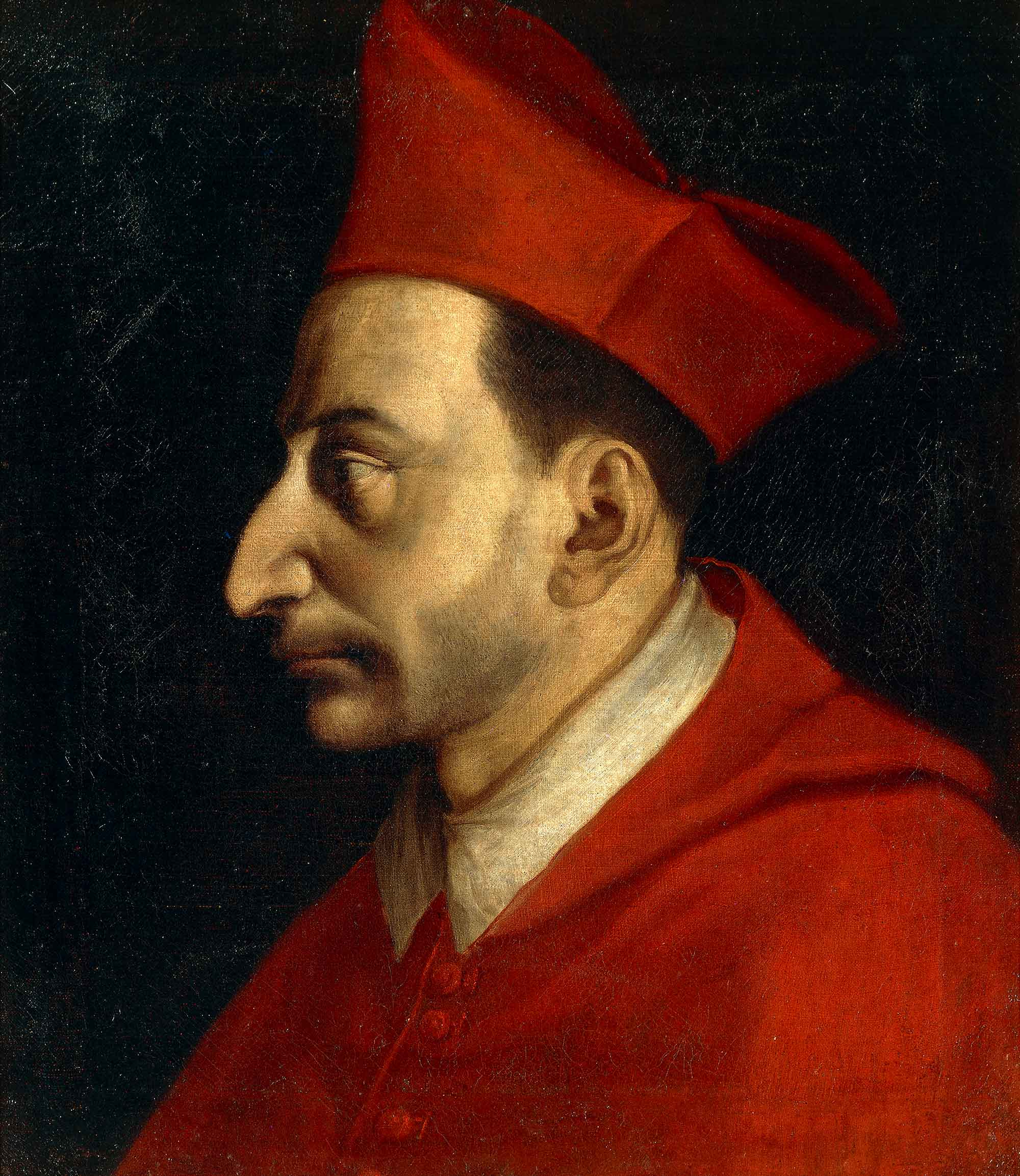
Carlos Borromeo (1538-1584), considerado fundador de las Ursulinas de Milán. Pintura de Giovanni Ambrogio Figino en el Museo Diocesano de Milán.

### Origen
El origen de las hermanas Ursulinas de San Carlos resale a la Compañía de Santa Úrsula, congregación religiosa femenina fundada por Ángela de Mérici en 1535 en Brescia. Esta congregación se difundió rápidamente por Italia y se caracterizaba porque sus miembros no hacían votos religiosos y no estaban obligadas a la vida común. Estilo de vida que no duró mucho tiempo pues en la Iglesia de la época fueron obligadas a la clausura, conservándose incólume solo el monasterio de Brescia. A la muerte de la fundadora, en 1566, el arzobispo de Milán, Carlos Borromeo introdujo las primeras ursulinas en su diócesis, pero con la diferencia de que estas debían estar sujetas al obispo diocesano y para quienes había mandado redactar una Regla de vida. El encargado de la redacción del documento fue el vicario general de la diócesis, Giovanni Fontana. De esa manera se aseguró que las mujeres del instituto vivieran como verdaderas religiosas, según la normativa de la Reforma Católica para los monasterios femeninos.

### Supresión
Las Ursulinas de Milán, como casi todas las ramas de Ursulinas en Italia, fueron suprimidas, primero por las leyes del emperador José II del Sacro Imperio Romano Germánico, en 1783, y luego por Napoleón en 1810.

### Restauración
El 29 de septiembre de 1842, bajo la guía de María Magdalena Barioli, terciaria franciscana, con la ayuda de su director espiritual, Pietro Giglio; y de las también terciarias franciscanas, Francisca Mora y Carolina Perego, dio inicio a la restauración de la congregación milanesa. El 8 de diciembre de 1843 las primeras trece hermanas recibieron el hábito religioso, de manos del arzobispo Carlo Gaetano di Gaisruck. Este mismo obispo fue quien les dio la aprobación diocesana el 13 de junio de 1844 con el nombre de Ursulinas de San Carlos. Aunque se hayan intitulado con el nombre del que fuera arzobispo de Milán, las hermanas de este instituto no dejan de reconocer en Ángela de Mérici su fundadora.
Las Ursulinas de San Carlos recibieron la aprobación pontificia el 17 de julio de 1907. La Santa Sede aprobó sus constituciones el 11 de febrero de 1915.

## Organización
La Congregación de Hermanas Ursulinas de San Carlos es un instituto religioso de derecho pontificio y centralizado, cuyo gobierno es ejercido por una superiora general. Actualmente este cargo lo desempeña la religiosa italiana Paola Paganoni. La sede central se encuentra en Milán (Italia).
Las ursulinas de San Carlos, especialmente desde su restauración, se dedican a la instrucción de la juventud y se caracterizan por su espíritu misionero. En 2017 el instituto contaba con 120 religiosas, distribuidas en 19 casas, presentes en Italia y Brasil.

### Obras consultadas
- AP (2017). Annuario Pontificio 2017. Città del Vaticano: Libreria Editrice Vaticana.
- Castelli, M (1996). «Le proposte educative delle suore Orsoline di San Carlo nel periodo della restaurazione».  En Sani, Roberto, ed. Chiesa, educazione e società nella Lombardia del primo ottocento. Gli istituti religiosi tra impegno educativo e nuove forme di apostolato 1815-1860. Centro Ambrosiano. pp. 165-214.
- Peronnet, Michel (1990). Iniciación a la Historia. 5 El siglo XVI. Mompelier: Akal. ISBN 978-84-760-0478-4.
- Rocca, G. (1980). «Orsoline di S. Carlo».  En Guerrino, Pelliccia; Rocca, Giancarlo, eds. Dizionario degli Istituti di Perfezzione (en italiano) VI. Roma: Edizione Paoline. pp. 902-903.
- Romaniello, Lucia (dir.) (1996). Storia delle istituzioni educative in Italia tra Ottocento e Novecento: atti del Convegno : Alghero, 14-15 ottobre 1994 (en italiano). Milano.

### Otras obras
- Knerich, M. (1960). «Le Orsoline di San Carlo». Diocesi di Milano - Terra Ambrosiana (en italiano) (1): 47-51.
- Maria di Sant'Angela (1944). Madre Maria Maddalena Barioli. Restauratrice delle Orsoline di S. Carlo in Milano. Mialno: Tipografia arcivescovile dell'Addolorata.
- Stefanoni, Guido, ed. (1953). Il risveglio. Istituto Orsoline di San Carlo  1844-1953 (en italiano).

- Datos: Q3977313